# Harris Performance Products
Harris Performance Products est un fabricant de motos de compétition anglais. Il concourt de manière épisodique en championnat du monde de vitesse depuis 1999. Souvent accompagné par Peter Clifford qui fit concourir les WCM-Harris Blata en Moto Gp entre 2003 et 2005. Puis en 2010 avec les Promoharris et le Team Jack&Jones by Antonio Banderas Racing en Moto2.